# Qibya
Qibya (arabisch قبية; auch Kibya, Qibieh oder Qibye geschrieben) ist ein Dorf in den Palästinensischen Autonomiegebieten. Es befindet sich im Westjordanland und gehört zum Distrikt von Ramallah. Es hat etwa 5.000 Einwohner. 1953 war es Schauplatz des so genannten Qibya-Massakers, welches von der israelischen Einheit 101 begangen wurde. 